# 安原大
安原 大（やすはら だい、2001年8月14日 - ）は、日本の男子バレーボール選手である。

## 来歴
広島県広島市出身。
広島工業大学高等学校を経て、日本体育大学に進学。
2023年7月、第31回夏季ワールドユニバーシティゲームズ代表に選出された。同年6月に発表されたメンバーには選出されていなかったが、佐藤駿一郎に代わり選出となった。同年10月、VC長野トライデンツへの入団内定が発表された。
2024年10月12日、2024-25シーズンのチーム開幕戦であるジェイテクトSTINGS愛知戦でSVリーグ初出場を果たした。

## 人物
- VC長野ではタカノ株式会社にアスリート社員として所属している[4]。

## 所属チーム
- 広島工業大学高等学校（2017-2020年）
- 日本体育大学（2020-2024年）
- VC長野トライデンツ（2024年-）

## 受賞歴
- 2023年 - 全日本インカレ ブロック賞[5]